# Natación en los Juegos Olímpicos de Los Ángeles 2028
La natación en los Juegos Olímpicos de Los Ángeles 2028 se realizará en el SoFi Stadium en Inglewood en julio de 2028. Las pruebas de natación en aguas abiertas y natación artística serán disputadas en la playa del Long Beach.